# SSE Composite
SSE Composite е борсов индекс на Шанхайската фондова борса. Използва се от 1990 година с базова стойност от 100 пункта. Съставя се от дневните стойности на всички акции търгуващи се на Шанхайската фондова борса.
На 6 юли 2015 г. индексът достига максимална стойност от 5166,35 единици, но поради срива на фондовия пазар в Китай на 22 август пада до 3509,98 пункта.